# Jesuinha de Oliveira
Jesuinha de Oliveira (* 1969 unsicher) ist eine osttimoresische Politikerin, Frauenrechtlerin und Unabhängigkeitsaktivistin.

## Werdegang
2000/2001 war Oliveira als Vertreterin des Distrikts Liquiçá Mitglied des National Council (NC), dem Übergangsparlament des Landes. Zu dieser Zeit holte sie in Abendkursen ihr Wirtschaftsstudium an der Universidade Nasionál Timór Lorosa’e (UNTL) nach, während sie tagsüber im NC und als Sekretärin der Organisação Mulher Timorense (OMT) in Liquiçá arbeitete.
Als Mutter von zwei Söhnen und einer Tochter hatte sie erst 1998 mit ihrem Studium begonnen. Die Gewalt von 1999 unterbrach ihr Studium abrupt. Bereits zuvor war Oliveira, zusammen mit ihrem Ehemann, in der Unabhängigkeitsbewegung Osttimors aktiv. Als Administrator des heimischen Subdistrikts in der indonesischen Verwaltung unterstützte er seine Frau bei der Organisation des Widerstands unter den Frauen der Region. Sie brachten Medikamente, Uniformen und andere lebenswichtige Dinge zu den Widerstandskämpfern der FALINTIL und kochten auch für sie und Mitglieder des CNRT.
Oliveiras 20-jähriger Bruder Dodo de Oliveira war eines der Todesopfer des Santa-Cruz-Massakers 1991.